# Palacio de Deportes José María Martín Carpena
Palacio de Deportes José María Martín Carpena (zkráceně José María Martín Carpena Arena) je víceúčelová aréna ve španělské Malaze, přístavním městě andaluského autonomního společenství, otevřená v roce 1999. Nachází se v sousedství městského vodního centra a atletického stadionu.

## Historie
Aréna byla otevřena 4. září 1999 zápasem basketbalové ligy mezi Unicaja Málaga a FC Barcelonou. Následovalo však uzavření pro pohyb podloží a praskliny ve střešním krytu. Při znovuotevření v září 2000 získal původní název Palacio de Deportes de Málaga jméno malažského lidoveckého radního Josého Maríi Martína Carpeny, který byl v červenci téhož roku zastřelen baskickým teroristou ze skupiny ETA.
Původní kapacita činila 8 500 míst. Postupně byla navyšována na 8 900, 9 750, 10 800 a 11 300 sedících diváků. Koncertům může přihlížet přibližně 10 tisíc osob. Architekt projektu Santiago González počítal s úpravou interiéru až pro 13tisícovou návštěvnost.
Hala je domovským stadionem basketbalového týmu Unicaja Málaga. V letech 2001, 2007 a 2014 hostila Královský pohár v basketbalu mužů, každoročním turnaji pro osm top týmů španělské ligy. Španělský daviscupový tým vyhrál na instalovaném dvorci světové semifinále 2003 nad Argentinou. V květnu 2022 stadion hostil odvetu finále Evropského poháru v házené žen 2021/2022, třetí nejvyšší soutěže Evropské házenkářské federace (EHF), v níž domácí Costa del Sol Málaga porazili tým Rocasa Gran Canaria 29–25. Celkový součet obou utkání činil 46–46. Družstvo z Gran Canarie se stalo šampionem ročníku pro vyšší počet vstřelených branek na hřišti soupeřek. Návštěva 7 183 diváků byla nejvyšší v historii ženské házené ve Španělsku. V listopadu 2022 a 2023 v hale proběhly závěrečná fáze finále Davis Cupu. V roce 2022 Španělé vypadli ve čtvrtfinále a v roce 2023 se do závěrečné fáze ze skupiny neprobojovali. 
Mimo sportovní akce aréna hostí výstavy a umělecká vystoupení včetně koncertů, muzikálů a oper.  V lednu 2020 se v ní uskutečnil 34. ročník vyhlášení španělských filmových cen Goya.

## Galerie

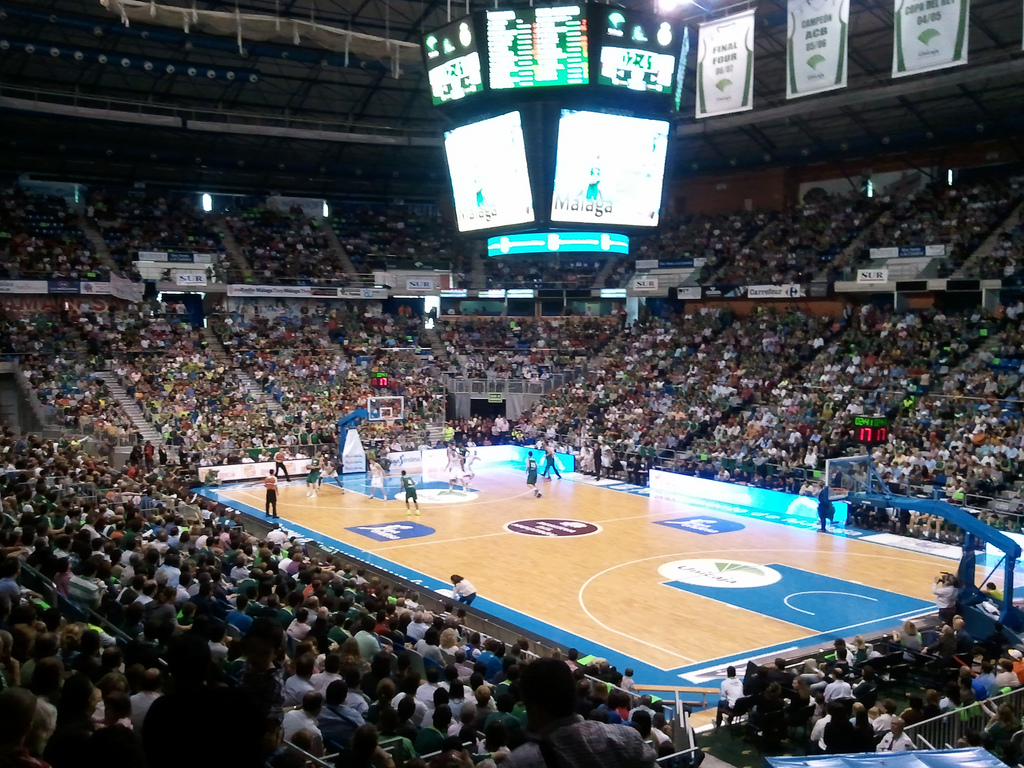
Basketbalové hřiště
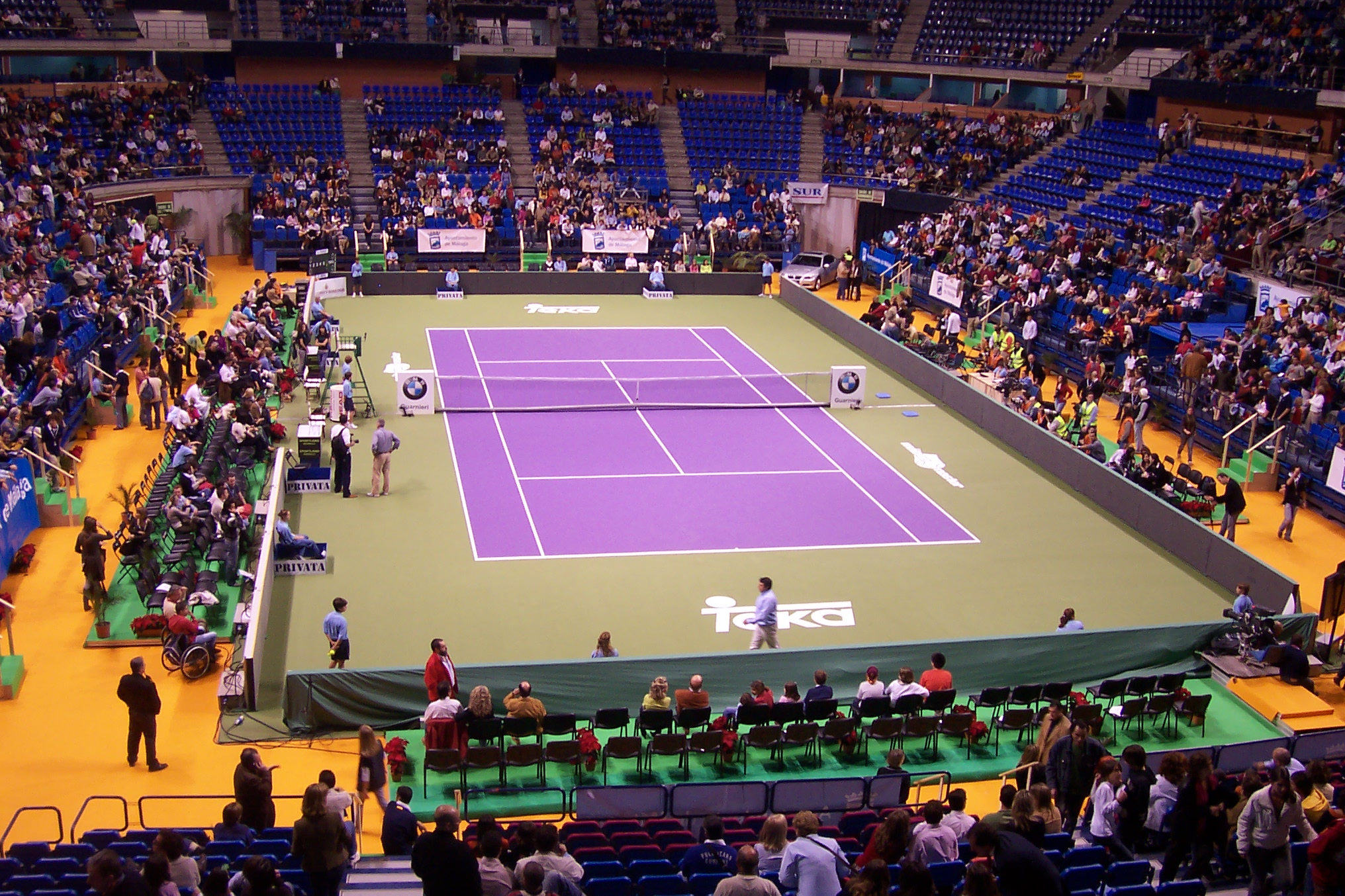
Tenisový dvorec
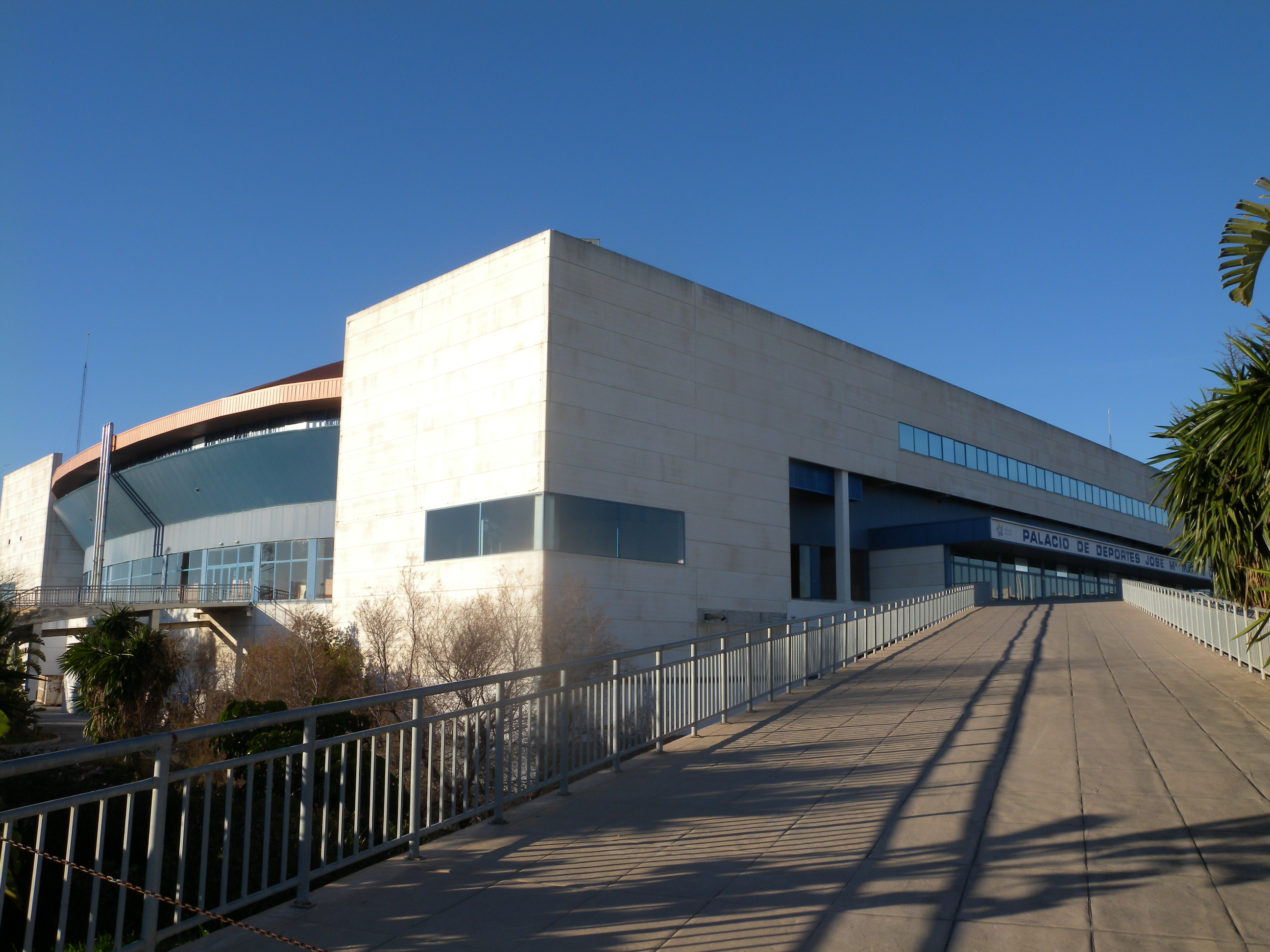
Exteriér arény